# Miloš Obilić

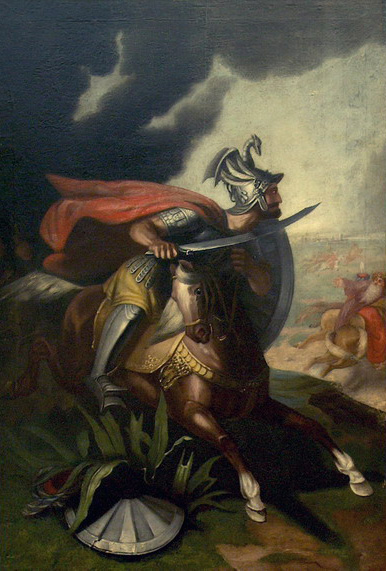
Miloš Obilić par Aleksandar Dobrić, 1861

Miloš Obilić (Serbe Cyrillique: Милош Обилић. Translittération en français : Miloche Obilitch), est un chevalier Serbe né à Bresno Polje et mort le 28 juin 1389, lors de la bataille de Kosovo Polje.
Chevalier de la principauté de Zeta (actuel Monténégro), il est devenu une figure majeure de la poésie épique serbe après la bataille de Kosovo Polje en 1389. Ses frères de sang étaient les chevaliers Milan Toplica et Ivan Kosančić et sa fiancée ou épouse Mara, fille du prince Lazar. Il est parfois considéré - à tort puisque cela ne repose sur aucun fait ou document historique - comme lié à Đurađ II Stracimirović, de la dynastie des Balšić.
L'État serbe a créé en son honneur l'Ordre de Milos le Grand.

## Un acteur majeur lors de la bataille de Kosovo Polje
Pendant la bataille du Kosovo en 1389, il passa à travers les lignes turques, pour arriver jusqu’à la tente du sultan Mourad Ier, où il tua ce dernier avec un poignard qu'il avait caché dans ses vêtements. Suivant une version assez probable, lors de la bataille, il se serait rendu jusqu'au camp ottoman, en prétendant vouloir se rendre, afin de tuer le sultan et de désorganiser ainsi le camp ennemi qui aurait perdu son chef. Suivant une autre version qui semble moins vraisemblable, il aurait accompli ce geste afin de laver son nom des fausses accusations de traîtrise que Vuk Branković - un grand seigneur marié à l'une des filles du prince Lazar et rival d'Obilić - aurait proféré à son encontre et pour prouver sa fidélité au prince Lazar. D'après les archives impériales ottomanes, Miloš Obilić aurait fait semblant d'être mort ou d'être mortellement blessé et il aurait tué le sultan lorsque celui-ci s'est rendu sur le champ de bataille après la fin des combats.
Juste après la mort du sultan, il fut décapité. 

## La naissance de la légende après la bataille du Kosovo Polje
La bataille du Kosovo et l'ensemble des évènements qui la composent se sont enracinés profondément dans l'histoire, la littérature et la conscience nationale des Serbes et, plus globalement, des autres peuples slaves des Balkans. Ceci est aussi le cas pour le sacrifice de Miloš Obilić qui, en allant assassiner le sultan turc, est allé vers la mort et s'est sacrifié pour son peuple et pour la défense des chrétiens contre les attaques de l'islam.
La tradition populaire voit en Miloš le modèle du héros qui est prêt au sacrifice ultime, pour défendre son peuple et sa foi. Son image a encouragé les combats ultérieurs contre la domination étrangère.
Dans les épopées et les légendes populaires, Miloš Obilić est célébré comme un héros à la naissance, à la force surnaturelle (sa mère aurait été une fée démoniaque ou son père aurait été un dragon ; il tiendrait sa force du lait d'une jument). Il montait un cheval extraordinaire nommé Ždral. Lors de la bataille du Kosovo, Miloš aurait été capturé par une créature démoniaque ressemblant à une sorcière ; celle-ci aurait indiqué aux turcs comment tuer son cheval et elle leur aurait indiqué qu'Obilić cachait les clés de son armure dans ses moustaches.